# Frédéric Pierre
Frédéric Pierre (ur. 23 lutego 1974 w Namur) – belgijski piłkarz grający na pozycji prawego pomocnika. Był reprezentantem Belgii.

## Kariera klubowa
Swoją karierę piłkarską Pierre rozpoczął w klubie Racing Jet Wavre, w którym w sezonie 1990/1991 zadebiutował w drugiej lidze belgijskiej. W Racing Jet grał przez dwa sezony, po czym w 1992 roku przeszedł do Germinalu Ekeren. 9 sierpnia 1992 zaliczył w nim debiut w pierwszej lidze w przegranym 2:3 wyjazdowym meczu z K Boom FC. Zawodnikiem Germinalu był przez trzy sezony.
Latem 1995 Pierre przeszedł do RWD Molenbeek. 5 sierpnia 1995 zadebiutował w nim w wygranym 1:0 domowym meczu z KSK Beveren. W RWD Molenbeek występował przez dwa lata.
Latem 1997 Pierre został zawodnikiem Excelsioru Mouscron. Swój debiut w nim zaliczył 8 sierpnia 1997 w zremisowanym 1:1 wyjazdowym meczu ze Standardem Liège. W Excelsiorze grał do końca sezonu 1998/1999.
W sierpniu 1999 Pierre odszedł z Excelsioru do Standardu Liège. Swój debiut w nim zanotował 7 sierpnia 1999 w zwycięskim 2:1 domowym spotkaniu z KV Mechelen. W Standardzie grał przez rok.
Latem 2000 Pierre przeszedł do Anderlechtu. Zadebiutował w nim 1 października 2000 w zremisowanym 1:1 wyjazdowym meczu z KRC Genk i w debiucie strzelił gola. W sezonie 2000/2001 wywalczył z Anderlechtem tytuł mistrza Belgii.
Latem 2001 Pierre został zawodnikiem francuskiego drugoligowca Nîmes Olympique. Po roku gry w nim wrócił do Belgii i został piłkarzem KSK Beveren, w którym zadebiutował 3 listopada 2002 w wygranym 2:0 wyjazdowym spotkaniu z KV Mechelen. W Beveren grał przez rok.
W sezonie 2003/2004 Pierre występował w drugoligowym KAS Eupen. Z kolei w sezonie 2004/2005 był piłkarzem rumuńskiej Universitatei Krajowa, jednak nie rozegrał w niej żadnego meczu i zakończył karierę sportową.
| Sezon   | Klub                  | Kraj    | Rozgrywki     | Mecze | Gole |
| ------- | --------------------- | ------- | ------------- | ----- | ---- |
| 1990/91 | Racing Jet Wavre      | Belgia  | Tweede klasse | 10    | 2    |
| 1991/92 | Racing Jet Wavre      | Belgia  | Tweede klasse | 25    | 6    |
| 1992/93 | Germinal Ekeren       | Belgia  | Eerste klasse | 1     | 0    |
| 1993/94 | Germinal Ekeren       | Belgia  | Eerste klasse | 11    | 2    |
| 1994/95 | Germinal Ekeren       | Belgia  | Eerste klasse | 22    | 5    |
| 1995/96 | RWD Molenbeek         | Belgia  | Eerste klasse | 32    | 13   |
| 1996/97 | RWD Molenbeek         | Belgia  | Eerste klasse | 29    | 10   |
| 1997/98 | Excelsior Mouscron    | Belgia  | Eerste klasse | 26    | 6    |
| 1998/99 | Excelsior Mouscron    | Belgia  | Eerste klasse | 22    | 6    |
| 1999/00 | Standard Liège        | Belgia  | Eerste klasse | 26    | 5    |
| 2000/01 | RSC Anderlecht        | Belgia  | Eerste klasse | 6     | 1    |
| 2001/02 | Nîmes Olympique       | Francja | Ligue 2       | 4     | 0    |
| 2002/03 | KSK Beveren           | Belgia  | Eerste klasse | 7     | 1    |
| 2003/04 | KAS Eupen             | Belgia  | Tweede klasse | 9     | 1    |
| 2004/05 | Universitatea Krajowa | Rumunia | Liga I        | 0     | 0    |

## Kariera reprezentacyjna
W reprezentacji Belgii Pierre zadebiutował 24 kwietnia 1996 w zremisowanym 0:0 towarzyskim meczu z Rosją, rozegranym w Brukseli, gdy w 61. minucie zmienił Christophe'a Lauwersa. Grał w eliminacjach do MŚ 1998. Od 1996 do 1999 rozegrał w kadrze narodowej 8 meczów.